# Bosse (musikgrupp)
Bosse var ett svenskt flytrock / hårdrocksband, aktiva från 1981 som Nordanö / Firewind, från 1982 till 1983 som Gaus och från 1992 till 2014 som Bosse.
Bandet nådde kultstatus för en blandning av genrer (ofta under en och samma låt) och texter om mat och däggdjur och en ofta skruvad scenshow. 2001 spelade bandet på Sweden Rock Festival. Efter Bosse har Peter Söderström, som gitarrist, spelat med Ignition, Jupiters Society och Last Autumns Dream. Per Hesselrud spelar gitarr med Magnus Uggla-look-a-like-showen Nattugglorna, popbandet Grand Pop Stationoch Peter Gabriel-tributebandet Shock The Monkey. Per spelar 2015 in ett album med förre Heavy Load-sångaren Eddy Malm.

## Medlemmar
- Pentii Plenty / P af Skum (Per Hesselrud) – gitarr, sång
- Rhamnenthop III af Doom (Peter Söderström) – basgitarr, sång
- Tjocke Hoss / Pluffso (Olof Bergius) – trummor, blockflöjt[7]

## Diskografi
Studioalbum
- 1993 – Man vet aldrig vad som finns i kaffet (mini-album, Älgkräks Records)
- 1996 – 775 50: Unleashed in the Krylbo (Wasa Vakt och Städ AB / Älgkräks Records)
- 2006 – F som i Flytrock, K som i KROSSA (Älgkräks Records)